# Autodidact

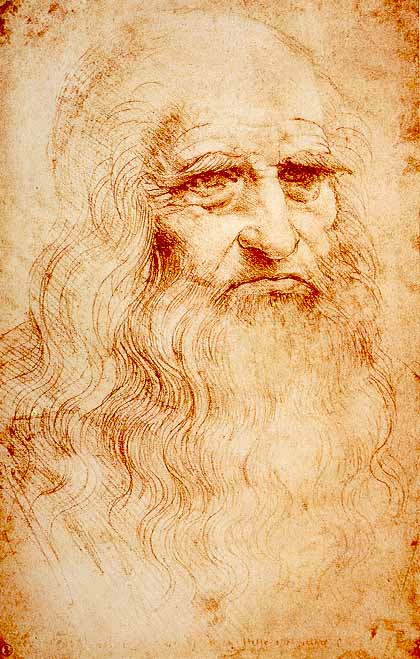
Zelfportret van Leonardo da Vinci, een bekend autodidact

Een autodidact is iemand die zijn kennis door zelfstudie, en los van iedere begeleiding door een educatieve organisatie of opleiding, heeft verkregen.
De term wordt gebruikt bij kennisniveaus waarbij een gedegen opleiding wordt verwacht, zoals bij universitaire of andere hogere studies en bij beroepen waarvoor geen opleiding bestaat of bestond, zoals kunstschilders. Na de invoering van de leerplicht is het aantal autodidacten teruggelopen, omdat vrijwel iedereen sindsdien van onderwijs in een instituut heeft genoten.

## Toekomstige rol
De rol van zelfsturend leren wordt verder onderzocht in diverse studiebenaderingen, samen met andere belangrijke doelstellingen van het onderwijs, zoals de inhoud van kennis, epistemische praktijken en samenwerkend leren. Wanneer hogescholen en universiteiten opleidingen op afstand aanbieden, kan technologie tal van middelen bieden aan mensen om een zelfsturende leerervaring te krijgen. Bovendien maken massive open online courses (MOOCs) (massale online cursussen) het autodidact eenvoudiger en toegankelijker.

## Etymologie
De term vindt zijn oorsprong in de Oudgriekse woorden αὐτός (autós, of 'zelf') en διδακτικός (didaktikos, wat 'leren' betekent).

## Voorbeelden
- Leonardo da Vinci
- François Fosca (1881-1980), Zwitsers schrijver, kunstschilder, kunstcriticus en onderwijzer[1]